# Las Isabeles
Las Isabeles är en ort i Mexiko.   Den ligger i kommunen Lerdo och delstaten Durango, i den centrala delen av landet, 800 km nordväst om huvudstaden Mexico City. Las Isabeles ligger 1 146 meter över havet och antalet invånare är 552.
Terrängen runt Las Isabeles är kuperad söderut, men norrut är den platt. Runt Las Isabeles är det ganska glesbefolkat, med 47 invånare per kvadratkilometer. Närmaste större samhälle är Torreón, 14,8 km öster om Las Isabeles. Omgivningarna runt Las Isabeles är i huvudsak ett öppet busklandskap.